# Mozambique (canción)
"Mozambique" es una canción del músico estadounidense Bob Dylan coescrita con el escritor Jacques Levy y pulicada en el álbum de estudio de 1976 Desire. La canción fue extraída como segundo sencillo promocional del álbum, tras "Hurricane".
Según el propio Dylan, la composición de "Mozambique" comenzó como un juego, con el fin de buscar todas las rimas posibles con la terminación "-ique" entre Dylan y Levy.[cita requerida]

## Personal
- Bob Dylan: voz y guitarra acústica
- Scarlet Rivera: violín
- Howard Wyeth: batería
- Rob Stoner: bajo
- Emmylou Harris: coros